# Le Grimoire
 (novembre 2022).
Si vous disposez d'ouvrages ou d'articles de référence ou si vous connaissez des sites web de qualité traitant du thème abordé ici, merci de compléter l'article en donnant les références utiles à sa vérifiabilité et en les liant à la section « Notes et références ».
Le Grimoire, officiellement Le Fanzine Le Grimoire, est une maison d'édition associative française spécialisée dans l'édition de jeu de rôle situé à Issy les Moulineaux. Pendant les années 1990, elle était dédiée au monde de Warhammer. L’association a assuré un suivi officieux pour le jeu, d’autant plus qu'il n’y avait plus de suivi officiel par l'éditeur Games Workshop en France pendant une partie des années 1990. Dans ce cadre, le Grimoire réunit de jeunes auteurs et illustrateurs, édite un fanzine et gère un site internet. L’association diffuse ses suppléments dans le circuit commercial traditionnel des jeux de rôle. En 2008, Le Grimoire a sorti un jeu de rôle appelé Manga BoyZ, très librement inspiré de la culture manga et participe de 2012 à 2014 à la réédition des Livres dont vous êtes le héros Loup solitaire et Défis fantastiques (les droits de publication en français appartiennent à Gallimard Jeunesse). 
Aujourd'hui, au travers de la Collection Mille Saisons, elle se tourne vers la publication de roman de fantasy et la publication du jeu de rôle Le Donjon de Naheulbeuk en octobre 2016, le livre-jeu La Geste de Gurdil ainsi que plusieurs suppléments (Livre de règles, Cartes du monde, écran du Meneur de jeu etc).

## Prix et récompenses
Le Grimoire a remporté le prix du Festival Trolls & Légendes en avril 2011 pour l'ensemble de ses publications.

## Les ouvrages du Grimoire

### Warhammer
Le premier fanzine Le Grimoire est paru en mai 1992, et a progressivement augmenté sa pagination. À partir du tome 13 (Arcanes Magiques), Le Grimoire édite véritablement ce que l’on peut considérer comme un prozine. Le dernier prozine publié par le Grimoire est le tome 20, le Grimoire du Chaos. Depuis décembre 2005, les publications du Grimoire dédiées à Warhammer ne sont plus disponibles en boutique.
1. Le Grimoire tomes 1 à 7 : Règles et aides de jeu. + un scénario (tomes 1 à 5). L'Arabie (tomes 2 à 7). La Lustrianie (tomes 6 et 7)., Le Grimoire, coll. « Warhammer », 1992 & 1993
2. Le Grimoire tomes 8 à 12 : Règles et aides de jeu. + un scénario (tomes 11 et 12). Le Nippon (tomes 8 et 9). La Lustrianie (tome 10)., Le Grimoire, coll. « Warhammer », 1994 & 1995
3. Arcanes magiques tome 13 : 100 nouveaux sortilèges ! Aides de jeu et règles., Le Grimoire, coll. « Warhammer », 1995 (ISBN 2-95142082X)
4. tome 14 : Règles et aides de jeu. + scénarios (3 scénarios pour WJRF et WB)., Le Grimoire, coll. « Warhammer », 1995
5. Le Manuel du joueur tome 15 : 100 nouvelles carrières ! Aides de jeu et compétences., Le Grimoire, coll. « Warhammer », 1996 (ISBN 2-951420838)
6. tome 16 : Compilation des meilleurs articles des tomes 1 à 5., Le Grimoire, coll. « Warhammer », année de parution inconnue
7. Sartosa - la cité des pirates tome 17 : Description de la Tilée, de Sartosa, de l'Estalie, des BadLands et des principautés frontalières., Le Grimoire, coll. « Warhammer », 1998 (ISBN 2-951420803)
8. Warpstone - Croyances & Révélations sur Warhammer tome 18 : Répurgateurs et Templiers des différents dieux, règles optionnelles, aides de jeu., Le Grimoire, coll. « Warhammer », 2000 (ISBN 2-951420811)
9. Le Mootland tome 19, Le Grimoire, coll. « Warhammer », 2003 (ISBN 2-951420846)
10. Le Grimoire du Chaos - Les Terres du Nord tome 20, Le Grimoire, coll. « Warhammer », 2004 (ISBN 2-9514208-5-4)

### Loup Solitaire
En 2006, le Grimoire obtient les droits pour l’édition française du jeu de rôle Loup Solitaire. L’ouvrage se présente sous la forme d'une grande encyclopédie illustrée du monde créé par Joe Dever et Gary Chalk pour les livres-jeu Loup Solitaire. 
Le 11 mars 2016, il est annoncé par Joe Dever que la licence Loup Solitaire au Grimoire n'est pas renouvelée. 
1. L'Encyclopédie du monde, Le Grimoire, coll. « Loup Solitaire - Tome 21 », 2007
2. L'Écran du Meneur de Jeu, Le Grimoire, coll. « Loup Solitaire », 2007
3. Le Grimoire du Magnamund, Le Grimoire, coll. « Loup Solitaire - Tome 23 », 2009
4. Le Livre de règles, Le Grimoire, coll. « Loup Solitaire - Tome 26 », 2010
5. Le Livre d'aventure, Le Grimoire, coll. « Loup Solitaire - Tome 28 », 2011
6. Les Héros du Magnamund, Le Grimoire, coll. Loup Solitaire - Tome 30, 2013

### Manga BoyZ
En 2008 Le Grimoire édite un univers très librement inspiré des univers manga et créé par Gabriel Féraud, Manga BoyZ.
1. Manga BoyZ - Les Sauveurs de l'Humanité (existe en 3 éditions différentes avec 3 scénarios différents), Le Grimoire, coll. « Manga BoyZ », 2008 - 2009
2. Manga BoyZ 2 - Les Héros de la Planète, Le Grimoire, coll. « Manga BoyZ », 2010
3. Manga BoyZ 3 - La Chute du Géant Mauve (ill. Philippe Caza), Le Grimoire, coll. « Manga BoyZ », 2011

### Le Donjon de Naheulbeuk
En 2015, le Grimoire obtient les droits pour l’édition du jeu de rôle Le Donjon de Naheulbeuk. L’ouvrage paru en 2016 se présente sous la forme d'un grand Bestiaire illustré du monde et est intitulé Le Grand Bestiaire des environs de la Terre de Fangh.
En 2016, Le Grimoire publie le livre des règles du jdr Le Donjon de Naheulbeuk, les cartes du monde, l'écran du Meneur de jeu.
En 2018, parution de La Geste de Gurdil (Prospection) ainsi que des Billets de la Terre de Fangh.
En 2019, parution de La Geste de Gurdil (Rétribution).
En 2021, nouvelle édition de l'écran du Meneur de Jeu.
En 2022, nouvelle édition du Grand Bestiaire des environs de la Terre de Fangh.
En 2023, parution de Aventures à Chnafon.

### La CollectionMille Saisons
Titres parus dans la collection parmi les romans et disponibles actuellement :
- L’Archipel des nuées (2013)

- Les Princes d’Ashora (2013)

- Les Perles d’Allaya (2011)

- La Vampire (nouvelle édition 2016)

- La Marque

- Le Temps de l’accomplissement

- La Guerre des immortels

- Les Fils du dragon

- L’Offrande secrète

- La Tribu bannie

- Marque du fléau

- Investigations avec un triton

- L’Empire des chimères (2017)

- Zhang Zhung (2018)

- Eternel-22 (2019)
- Homo Nexus (2023)
- La Vague Emeraude (2023)

- Les anthologies du Prix Mille Saisons : Le concours de nouvelles Mille Saisons des éditions Le Grimoire donne ensuite lieu à une anthologie composée de 21 nouvelles, accompagnées d'illustrations, de compositions musicales et de libre-courts cinématographiques. Les lecteurs participent au processus créatif de la collection en votant pour l'auteur, l'illustrateur, le compositeur et le réalisateur.
  - La Cour des miracles – 2016
  - Du plomb à la lumière – 2017
  - Tombé les voiles – 2018
  - Revenir de l'avenir - 2020
  - Des Astres humains - 2022
  - Alien Nation - 2024